# Miasto zagubionych dusz
Miasto Zagubionych Dusz (ang. City of lost souls) – piąta część serii Darów anioła, napisanej przez Cassandrę Clare. Książka w Polsce została wydana 28 listopada 2012 roku.

## Fabuła
Jace stał się sługą zła, będąc na wieczność związanym z Sebastianem. Niewielka grupa Nocnych Łowców wierzy jednak, że uda się go uratować. Jednocześnie Clary samodzielnie rozgrywa własną, niebezpieczną grę, w której może stracić zarówno własne życie, jak i duszę Jace'a.

## Postacie
- Clarissa Fray (Clary) – jest zwykłą nastolatką – aż do dnia, w którym spotyka dziwne postacie, niedostrzegalne dla nikogo prócz    niej. Ma 16 lat, jest niska (trochę powyżej 5 stóp, ok. 154 cm wzrostu) i ma płomiennorude, kręcone włosy oraz piegi. Jest artystką, tak jak jej matka. W Mieście Kości szuka zaginionej mamy i powoli przyzwyczaja się do innego życia jako córka byłego Nocnego Łowcy.

- Jace Herondale – 17-letni Nocny Łowca, osierocony przez zabójstwo jego ojca, mieszka z rodziną Lightwoodów i Hodge’em Starkweatherem w Instytucie w Nowym Jorku. Jest najlepszym Nocnym Łowcą ze swojego pokolenia, ponieważ został doskonale wyszkolony przez ojca. Ma złote włosy, oczy i skórę, podrywa dziewczyny, ale nigdy nie był w żadnym stałym związku. Jest arogancki, a takie cechy jak uprzejmość i troskliwość próbuje w sobie ukryć.

- Isabelle Lightwood (Izzy) – przybrana siostra Jace'a, ma starszego brata Aleca, a także młodszego Maxa. Jest w wieku Clary. Piękna i nieznośna dziewczyna, według Jace’a jest najlepszą Nocną Łowczynią, jaką kiedykolwiek znał. Jest wysoka, ma czarne włosy i czarne oczy.

- Alexander Lightwood (Alec) – brat Isabelle, oraz Maxa. Podobnie jak siostra, ma czarne włosy, ale za to intensywnie niebieskie oczy. Jest rok starszy od Jace'a. Jest homoseksualistą, co on i jego siostra starają się ukryć przed konserwatywnymi rodzicami. Jest zakochany w Jasie. W 'Mieście Popiołów' tworzy związek z Mangusem

- Simon Lewis – od ponad dziesięciu lat najlepszy przyjaciel Clary; jest w niej zakochany, ale niestety ona nie odwzajemnia jego uczucia. Ma ciemne oczy, rozczochrane włosy i nosi okulary. W tomie 2 staje się wampirem.

- Valentine Morgenstern – potężny i zły Nocny Łowca, powraca po wielu latach (wielu uznawało go za martwego) i próbuje odzyskać Kielich Anioła od Jocelyn (matki Clary), swojej byłej żony. Jak się później okazuje, jest ojcem Clary. Założyciel Kręgu. Jego włosy są białe jak sól, a oczy czarne. Umiera w trzecim tomie.

- Lucian "Luke" Graymark – najlepszy przyjaciel Jocelyn, Nocny Łowca i współzałożyciel Kręgu, teraz wilkołak.

- Hodge Starkweather – nauczyciel Isabelle, Aleca i Jace'a. Poprzez nałożoną na niego przed laty klątwę nie może do końca życia opuścić murów Instytutu; jest to kara za należenie do Kręgu. Później klątwa zostaje zdjęta przez Valentine'a. W trzecim tomie zostaje zabity przez Sebastiana.

- Jocelyn Fray/Fairchild – matka Clary, ukryła Kielich Anioła, należała do Kręgu, była żoną Valentine'a. Uciekła z Lukiem z Idrisu, po rzekomej śmierci jej pierwszego syna, za którą obwiniała się przez całe życie. Wmawiała Clary, że jej ojciec zmarł.

- Magnus Bane – Wysoki Czarownik Brooklynu, lubi organizować przyjęcia i jest zakochany w Alecu. Ma złoto-brązową skórę i skośne, zielono-złote oczy z pionowymi źrenicami, które odbijają światło jak kocie. Jego włosy są długie i czarne. Urodził się w bardzo religijnym stuleciu, przez co bardzo dobrze zna Biblię. Ma kota o imieniu Prezes Miau.

- Raphael Santiago – lider miejscowego klanu wampirów, mówi z hiszpańskim akcentem. Ma bladą skórę, ciemne włosy i oczy.

- Max Lightwood – najmłodszy brat Isabelle i Aleca. Ma ciemne włosy, nosi okulary i lubi japońskie komiksy. Zostaje zabity przez Sebastiana.

### Istoty fantastyczne występujące w książce
- Nocni Łowcy (Nefilim) – Zwykli ludzie, którzy zostali przemienieni w półanioły poprzez wypicie krwi Razjela z Kielicha Anioła. Ich przeznaczeniem jest zabijanie demonów, które przedostają się do naszego świata. Każdy Nocny Łowca ma swoją stelę (m.in. Jace, Clary, Isabelle, Alec).

- Wampiry (Dzieci Nocy) – Istoty nieśmiertelne, które muszą pić krew. Na słońcu spalają się, potrafią też chwilowo przemieniać się w nietoperze, szczury lub kupki kurzu (m.in. Raphael, Simon – jest on jednak wyjątkowym wampirem tzw. "chodzącym za dnia"; stał się nim dzięki wypiciu krwi Jace'a).

- Wilkołaki (Dzieci Księżyca) – Inaczej likantropy. Są to ludzie, którzy potrafią zmieniać się w wilki. Żyją w stadach, a przywódcę wybierają podczas walki na śmierć i życie. Wilkołak rzuca wyzwanie "królowi", a jeśli z nim wygra, staje się jego następcą (m.in. Luke, Maia).

- Faerie (Potomkowie Diabłów i Aniołów) – według legend są potomkami aniołów i diabłów. Po tych pierwszych odziedziczyły urodę, po drugich zaś wrodzoną złośliwość. Istnieją również inne legendy, które mówią, że są one upadłymi aniołami. Nie są nieśmiertelne, lecz żyją o wiele dłużej niż Przyziemni (zwykli ludzie). Faerie nie umieją kłamać, zawsze mówią prawdę (m.in. królowa Jasnego Dworu).

- Czarownicy (Dzieci Lilith) – Są to ludzie, którzy znają się na magii, często mają dziwny wygląd, np. kocie oczy lub kozie rogi na głowie (m.in. Magnus Bane).